# Category 5
Category 5 è il quinto album in studio del gruppo musicale statunitense FireHouse. È stato originariamente distribuito solo in Giappone nel 1998, per poi venire pubblicato negli Stati Uniti l'anno successivo dalla Lightyear Entertainment. Si tratta del primo lavoro pubblicato dal gruppo senza la Epic Records.
Lo stile musicale dell'album si distacca notevolmente da quello dei lavori precedenti del gruppo, nonostante siano ancora presenti alcuni tratti distintivi come le solite ballate.

## Tracce
Testi e musiche di Bill Leverty e C.J. Snare, eccetto dove indicato.
1. Can't Stop the Pain – 5:37 (Foster, Leverty, Richardson)
2. Acid Rain – 3:27 (Effler, Richardson, Rogers)
3. Bringing Me Down – 4:39
4. Dream – 4:13 (Richardson, Rogers)
5. Get Ready – 4:18 (Foster, Leverty, Richardson, Snare)
6. If It Changes – 4:56
7. The Day, the Week, and the Weather – 5:27 (Effler, Richardson, Rogers)
8. The Nights Were Young – 4:18
9. Have Mercy – 4:36 (Foster, Leverty, Richardson, Snare)
10. I'd Do Anything – 5:45
11. Arrow Through My Heart – 4:11 (Effler, Richardson, Rogers)
12. Life Goes On – 10:24 – include la traccia fantasma Get to Know You cantata dal bassista Perry Richardson

## Formazione
- C.J. Snare – voce, tastiere
- Bill Leverty – chitarre
- Perry Richardson – basso, voce
- Michael Foster – batteria, percussioni

Altri musicisti
- T.C. Carr – armonica a bocca

## Classifiche
| Classifica (1998) | Posizione massima |
| ----------------- | ----------------- |
| Giappone          | 22                |